# Kusunose Yukihiko
Kusunose Yukihiko est un nom japonais traditionnel ; le nom de famille (ou le nom d'école), Kusunose, précède donc le prénom (ou le nom d'artiste).
Kusunose Yukihiko (楠瀬 幸彦), né le 28 avril 1858 dans le domaine de Tosa au Japon et décédé à l'âge de 68 ans le 20 mars 1927, est un général de l'armée impériale japonaise.

## Biographie
Fils aîné d'une famille samouraï du domaine de Tosa (actuelle préfecture de Kōchi), Kusunose entre dans l'armée impériale japonaise en décembre 1880, servant dans l'artillerie, et fut envoyé en France et en Prusse de 1881 à 1885 en tant qu'attaché militaire pour se former. À son retour au Japon, il servit dans le bataillon d'artillerie de la Garde impériale en 1888, puis plus tard à de nombreux postes de l'État-major de l'armée impériale japonaise. Kusunose fut affecté à l'ambassade japonaise de Saint-Pétersbourg en Russie d'avril 1891 à septembre 1893 et devint ainsi expert dans les questions européennes.
En novembre 1894, Kusunose fut affecté au consulat japonais de Séoul en Corée. Les relations entre le Japon et la dynastie Joseon étaient alors extrêmement tendues, le gouvernement coréen était même divisé entre les partisans pro-japonais et les partisans anti-japonais. Kusunose était à Séoul lors de l'assassinat de la reine Min et à son retour au Japon, il fut arrêté (avec Miura Gorō et d'autres membres militaires et civils du consulat japonais). En même temps que Miura, Kusunose fut relâché après qu'un tribunal militaire de la 5e division l'ai trouvé innocent en raison d'"un manque de preuve".
Kusunose devint ensuite chef d'état-major de l'armée japonaise de Taïwan pendant une courte période, puis celui de la 12e division d'infanterie japonaise en 1900. Il fut promu général de brigade en juin 1901, et commanda ensuite la forteresse de Tsushima et l'arsenal d'Osaka.
Durant la guerre russo-japonaise, Kusunose commandait l'artillerie lourde de la 2e armée, puis celle de la 4e armée, celle de l'armée japonaise du Guandong et participa à la décisive bataille de Mukden. Après la guerre, il commanda la forteresse de Yura, et fut assigné en 1906 à la garnison japonaise de Karafuto.
Kusunose fut promu général de division en 1907. En juin 1913, il devint ministre de la Guerre. Il entra dans la réserve en avril 1917. Il meurt en 1927 et est inhumé au cimetière de Tama à Fuchū.